# Esclerose lateral amiotrófica
A esclerose lateral amiotrófica (ELA), também conhecida como doença do neurónio motor e doença de Lou Gehrig, é uma doença que causa a morte dos neurónios de controlo dos músculos voluntários. Alguns também usam o termo doença do neurónio motor para um grupo de condições de que ELA é o mais comum. ELA é caracterizada por rigidez muscular, espasmos musculares, e, gradualmente, aumento da fraqueza, devido aos músculos diminuindo de tamanho. Isto resulta em dificuldade de fala, deglutição, e, por fim, da respiração.
A causa não é conhecida em 90% a 95% dos casos. Cerca de 5-10% dos casos são herdados a partir dos pais da pessoa. Cerca de metade destes casos genéticos são devido a um dos dois genes específicos. O diagnóstico é baseado nos sinais e sintomas com testes feitos para descartar outras causas possíveis.
Não há cura conhecida para a esclerose lateral amiotrófica. Um medicamento chamado Riluzol pode prolongar a vida por cerca de dois a três meses. Ventilação não-invasiva pode resultar na melhoria da qualidade e duração da vida. A doença pode afetar pessoas de qualquer idade, mas geralmente começa em torno dos 60 anos de idade e em casos herdados, em torno de 50 anos de idade. A sobrevivência média de início para a morte é de dois a quatro anos. Cerca de 10% sobrevivem mais de 10 anos. A maioria morre de insuficiência respiratória. Em grande parte do mundo, as taxas de ELA são desconhecidas. Na Europa e Estados Unidos, a doença afeta cerca de duas pessoas por 100 mil habitantes por ano.
Descrições da doença datam de pelo menos 1824, por Charles Bell. Em 1869, a conexão entre os sintomas e os fatores de problemas neurológicos foram descritos pela primeira vez por Jean-Martin Charcot, que, em 1874, começou a usar o termo esclerose lateral amiotrófica. Ela tornou-se conhecida nos Estados Unidos no século XX, quando, em 1939, afetou o jogador de beisebol Lou Gehrig e mais tarde em todo o mundo ao afetar o astrofísico Stephen Hawking. Em 2014, vídeos do Desafio do Balde de Gelo tornou-se viral na internet e aumentou a conscientização pública sobre a condição.

## Etimologia
A palavra amiotrófica vem do grego: a que significa "não", mio se refere a "músculo" e trófica significa "alimento". "Amiotrófica" significa, portanto, "ausência de nutrição muscular", o que descreve a característica atrófica do tecido muscular em desuso. O termo "lateral" se refere à topografia das lesões na medula espinhal, onde as células nervosas afetadas estão localizadas. Como essa área se degenera, forma-se cicatriz ou endurecimento (esclerose) na região.

## Etiologia
Quase 10% dos casos desta doença degenerativa tem um caráter genético, mas na maioria dos casos não se conhece a sua causa. Vários estudos científicos mostraram correlações estatísticas entre certos pesticidas agrícolas e Esclerose Lateral Amiotrófica.

## Causa
Atualmente, existem diversos genes envolvidos na Esclerose Lateral Amiotrófica, sendo o mais comum o: SOD1, que converte o Co, Znc2 SOD, esta proteína desenvolve um aglomerado temporário de 3 moléculas, conhecido pelo nome de Trímero. Essas moléculas são altamentes tóxicas aos neurônios motores, resultando na morte dessas células nervosas.
Devido à variabilidade fenotípica e genética, hoje sabe-se que existem vários subtipos de ELA. No Brasil, uma forma especial, a ELA subtipo 8 (ELA8), tem sido discutida por suas características peculiares .

## Sintomas e evolução da doença

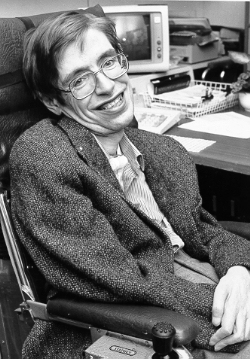
Stephen Hawking, uma das vítimas da esclerose lateral amiotrófica ou doença de Lou Gehrig.

Trata-se de uma doença que acomete o sistema nervoso, até o momento irreversível, que incapacita o portador à medida que avança. A pessoa sente dificuldades de se locomover, comer, falar; perde habilidade dos movimentos, inclusive das próprias mãos, não consegue ficar de pé por muito tempo pois a doença acaba por afetar toda a musculatura. Geralmente atinge pessoas mais idosas, mas há casos de pessoas que apresentaram a doença na faixa dos 20 anos de idade.
À medida que a doença progride, geralmente depois da perda das habilidades de locomoção, fala e deglutição, o doente acaba por falecer, se não for submetido a tratamento, de incapacidade respiratória quando os músculos associados à respiração são afetados. A maioria dos movimentos como caminhar e respirar, são gerados na medula espinhal.
É preciso que o paciente a partir de um determinado estágio da doença, seja acompanhado de perto por outra pessoa em função da incapacidade de executar as suas tarefas rotineiras. Como a doença não afeta as suas capacidades intelectuais, o paciente percebe tudo que acontece a sua volta, vivencia por isso, lucidamente, a doença e a sua progressão, havendo porém dificuldades de comunicação com outras pessoas caso já exista comprometimento dos músculos da fala.

## Tratamento e prognóstico
Ainda não existe tratamento eficaz ou cura. Porém, o riluzol (nome comercial: Rilutek), um medicamento de alto custo, pode retardar a evolução da doença e aumentar a sobrevida em alguns meses.
Por isso os cuidados paliativos são muito importantes para a melhoria da qualidade de vida dos doentes.
A esperança de vida varia de indivíduo para indivíduo, mas, em termos estatísticos, mais de 60% dos doentes só sobrevivem entre 2 a 5 anos. Mas, casos raros de pessoas diagnosticadas com esta síndrome aos 20 até os 21 anos de idade sobrevivem por mais tempo.

## Ice Bucket Challenge
A ALS Association (ALSA) criou um movimento nas redes sociais, denominado Ice Bucket Challenge (Desafio do Balde de Gelo, em português), com o objetivo de angariar fundos para ajudar os doentes com ELA.
O desafio consiste da pessoa publicar um vídeo de si própria a tomar um banho de água gelada, desafiando depois outras pessoas a fazê-lo. Os desafiados têm 24 horas para aceitar o desafio ou doar para a instituição.
O movimento #icebucketchallenge tornou-se viral nas redes sociais após um ex-capitão de beisebol norte-americano Pete Frates, portador da doença, postar na rede um vídeo na qual desafia algumas pessoas a contribuir com a ALS Association. O fenômeno foi replicado em todo o mundo, angariando fundos para as associações homólogas de outros países.